# Tên người Lào
Tên người Lào hiện có trật tự tên gọi trước và tên họ sau.
Người Lào trước đây không mang họ. Chính quyền thực dân Pháp vào ngày 28 tháng 6 năm 1943 đã ra một quyết định do Toàn quyền Đông Dương ký, buộc người Lào phải mang họ kể từ ngày 1 tháng 1 năm 1944. Trong thực tế, quyết định này chỉ phát huy hiệu lực đối với tầng lớp trung lưu có giáo dục ở khu vực thành thị, còn ở khu vực nông thôn thì không có ảnh hưởng mấy. Đến tận ngày nay, đặc biệt là ở những vùng sâu vùng xa và ở các dân tộc thiểu số, vẫn còn có những người không mang họ.

## Tên người ở Lào
Người ta có thể dùng lẫn lộn cả tiếng Lào lẫn tiếng Pali để đặt tên gọi lẫn tên họ của người Lào. Các tên và họ chịu ảnh hưởng của nhiều nguồn gốc, như thiên nhiên, muông thú, danh hiệu hoàng gia, v.v... Nói chung, tên người Lào gồm từ 2-3 từ, nhưng nếu phiên âm ra các ngôn ngữ Latinh thì có thể gồm tới 10-15 ký tự. Điều này tương tự như tên của người Thái.
Ví dụ trong tên Khamtai Siphandon thì tên là Khamtai, họ là Siphandon lấy theo tên Si Phan Don (có nghĩa là bốn ngàn đảo) ở vùng thác Khone, Nam Lào.
Trong các văn kiện chính thức, người ta chỉ dùng tên gọi chính và tên họ. Trong gia đình và giữa bạn bè, người Lào hay gọi nhau bằng biệt hiệu. Biệt hiệu của người Lào thường chỉ gồm một từ và nghe ít văn vẻ hơn tên chính thức. Trong giao dịch, người Lào lại hay gọi nhau bằng tên gọi kèm theo các từ nhân xưng chỉ thứ bậc.

## Tên họ người H'Mông ở Lào
Trong số các dân tộc miền núi thì người H'Mông di cư đến Lào vào cỡ từ thế kỷ 17, và họ đã có cách đặt tên họ tương tự như người Hán, nay lại tiếp thu các quy tắc của Lào.
- Tên họ theo cách truyền thống thì có 3 từ như Yang Shong Lue, 2 từ như Vàng Pao, Kong Le,... trong đó trước đây họ được viết trước, nay có thể viết họ sau như Shong Lue Yang.
- Tên họ pha trộn quy tắc mới, như Touby Ly Foung, trong đó Ly là họ theo truyền thống H'Mông.